# Zatoka Kamczacka
Zatoka Kamczacka – zatoka w północno-zachodniej części Oceanu Spokojnego, u wschodnich brzegów rosyjskiego półwyspu Kamczatka, pomiędzy Półwyspem Kronockim i Kamczackim.